# Сокільські Вісти
«Сокільські Вісти» — місячник, орган Українського Сокільства, видання товариства «Сокіл-Батько» у Львові, виходив у 1928 — 1939 роках. Редагувала видання колегія, до складу якої серед інших входили С. Гайдучок і І. Мриц.